# Humber LRC

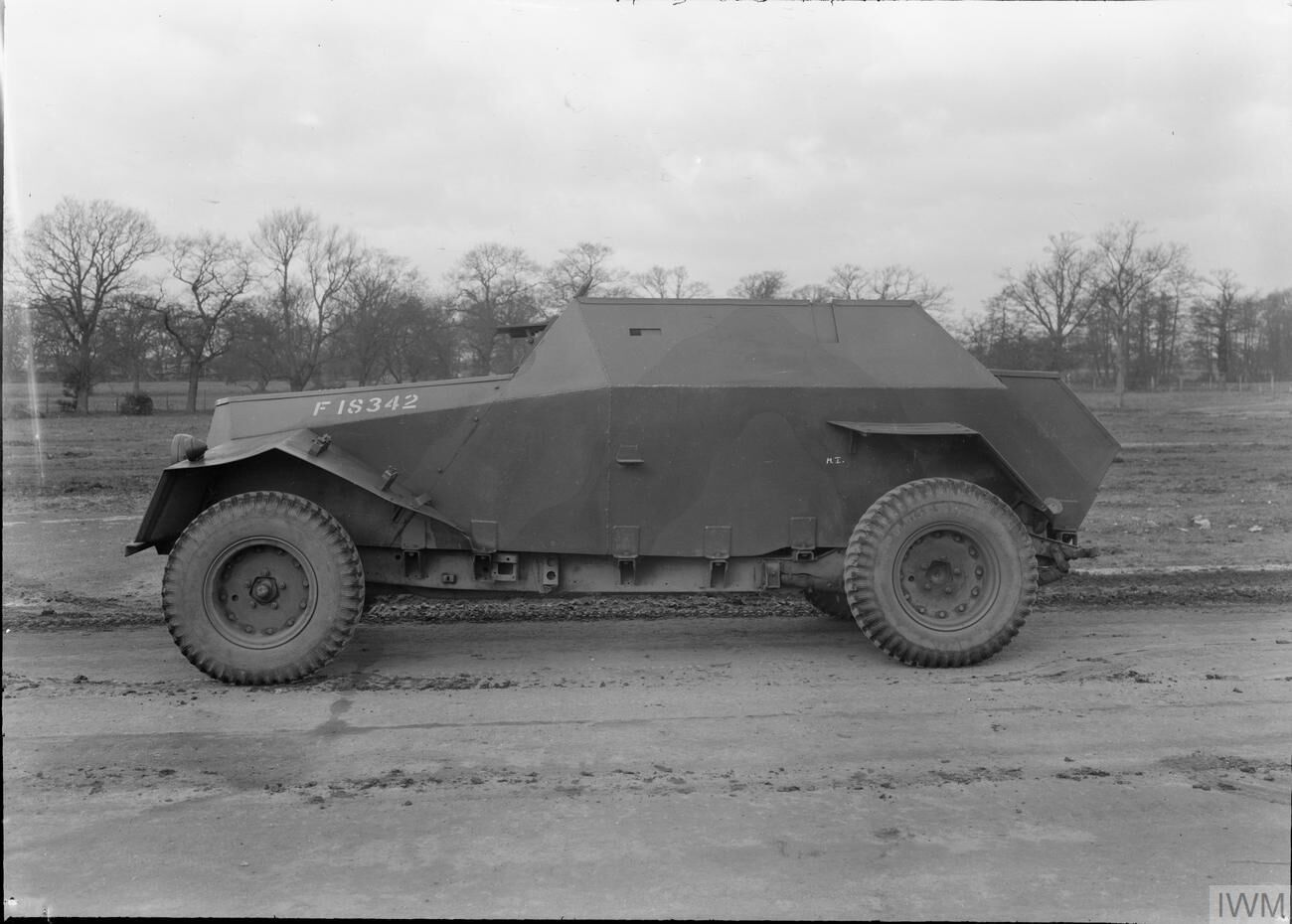
Humber LRC Mk I

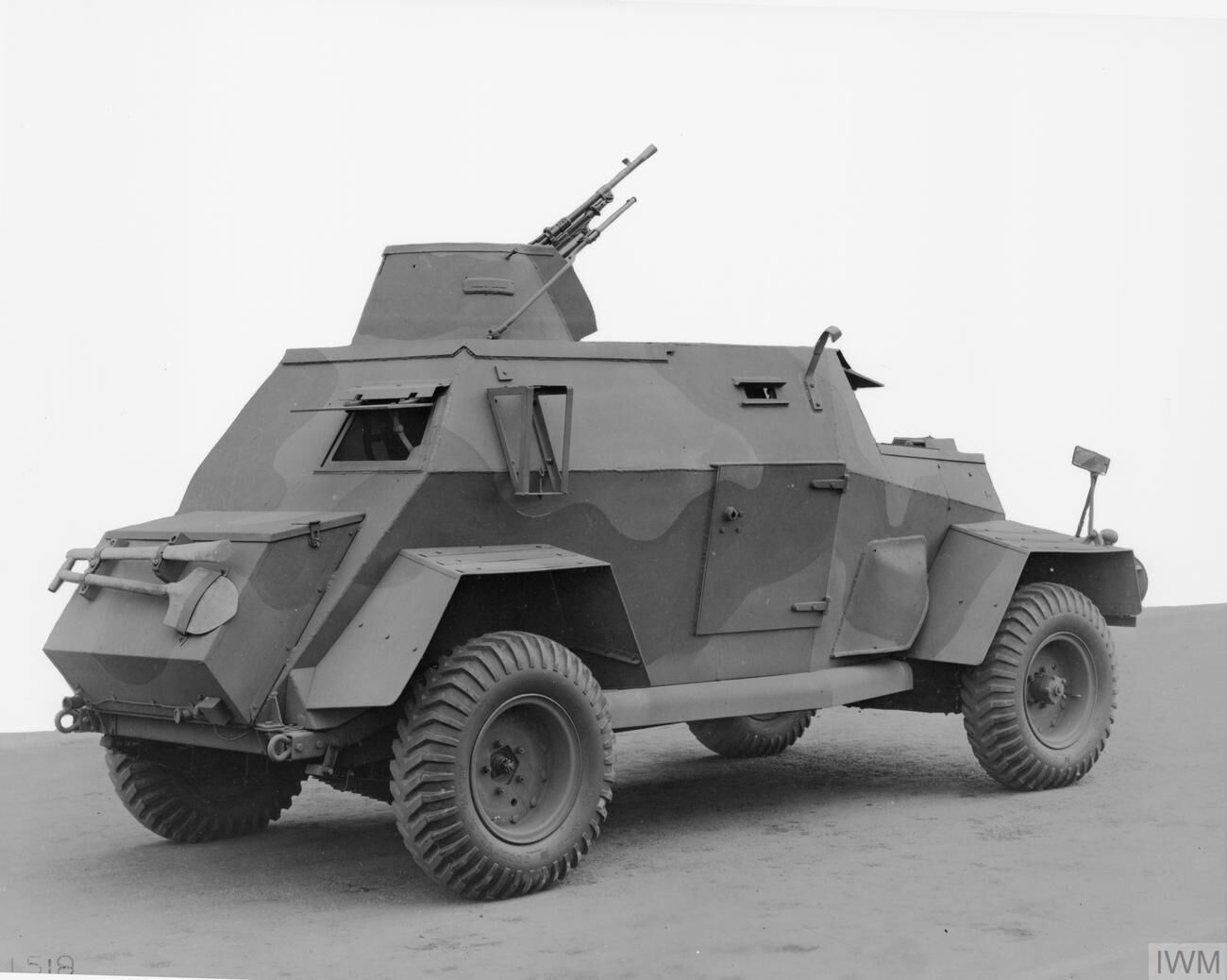
Humber LRC Mk III

Das Humber Light Reconnaissance Car (auf Deutsch: Leichtes Aufklärungsfahrzeug) war ein britisches Aufklärungsfahrzeug des Zweiten Weltkrieges. Das Fahrzeug wurde auch „Ironside“ oder „Humberette“ genannt. Ursprünglich wurden die Fahrzeuge als gepanzerte Wagen für die britische Königsfamilie entwickelt. Produziert wurde das Fahrzeug von der Firma Rootes. Zwischen 1940 und 1943 entstanden insgesamt 3.600 Fahrzeuge, die ihren Dienst bei den Aufklärungsverbänden der britischen Panzertruppen versahen. Ebenso wurde unter anderem die 1. Freie Tschechoslowakische Panzerbrigade mit dem Fahrzeug ausgerüstet. Nach dem Krieg blieb das Fahrzeug weiterhin im Dienst, vor allem bei den britischen Streitkräften in Indien und im Fernen Osten.

## Varianten
- Mk I

Die Originalversion war noch ohne Turm und mit einem 4×2-Fahrwerk. Es wurden nur wenige Mk I gebaut.
- Mk II

Der Mk II bekam einen Turm für das Bren-Maschinengewehr.
- Mk III (1941)

Ab 1941 gebaut erhielt diese Version nun ein 4×4-Fahrwerk.
- Mk IIIA (1943)

Der einzige Unterschied zur Version Mk III war ein weiteres Sichtfenster in der Front.